# Caonillas Arriba (Villalba)
Caonillas Arriba es un barrio ubicado en el municipio de Villalba en el Estado Libre Asociado de Puerto Rico. En el Censo de 2010 tenía una población de 1537 habitantes y una densidad poblacional de 73,21 personas por km².

## Geografía
Caonillas Arriba se encuentra ubicado en las coordenadas 18°8′31″N 66°26′7″O / 18.14194, -66.43528. Según la Oficina del Censo de los Estados Unidos, Caonillas Arriba tiene una superficie total de 20.99 km², de la cual 20.92 km² corresponden a tierra firme y (0.33%) 0.07 km² es agua.

## Demografía
Según el censo de 2010, había 1537 personas residiendo en Caonillas Arriba. La densidad de población era de 73,21 hab./km². De los 1537 habitantes, Caonillas Arriba estaba compuesto por el 82.5% blancos, el 9.04% eran afroamericanos, el 0.26% eran amerindios, el 5.47% eran de otras razas y el 2.73% pertenecían a dos o más razas. Del total de la población el 99.48% eran hispanos o latinos de cualquier raza.